# سلافيتشا دوكانوفيتش
سلافيتشا دوكانوفيتش مواليد 3 مايو 1979 في بلغراد، هو لاعب كرة يد صربي يلعب كحارس مرمى. يلعب حاليا مع نادي سانت رافاييل لكرة اليد ويحمل الرقم 1. مثل منتخب صربيا لكرة اليد.

## سجل المنافسة
شارك في البطولات التالية:
- بطولة أوروبا لكرة اليد للرجال 2014
- بطولة أوروبا لكرة اليد للرجال 2016

## روابط خارجية
- سلافيتشا دوكانوفيتش على موقع الاتحاد الأوروبي لكرة اليد (الإنجليزية)
- سلافيتشا دوكانوفيتش على موقع الاتحاد الفرنسي لكرة اليد (الفرنسية)